# Solenysa protrudens
Solenysa protrudens là một loài nhện trong họ Linyphiidae.
Loài này thuộc chi Solenysa. Solenysa protrudens được miêu tả năm 1993 bởi Gao, Zhu & Sha.